# Hans Ziegler (Ingenieur)
Hans K. Ziegler (* 1. März 1911 in München; † 11. Dezember 1999) war ein Pionier auf dem Gebiet der Kommunikationssatelliten und der Nutzung von Solarzellen für die Energieversorgung von Satelliten.

## Leben
Hans Ziegler wurde in München geboren. Er studierte dort an der Technischen Hochschule, heute Technische Universität München (TUM) und begann seine Laufbahn als Wissenschaftlicher Assistent. Anschließend war er 10 Jahre in der deutschen Industrie in der Forschung tätig.  Während des Zweiten Weltkriegs war er bei der Firma Rosenthal in Selb in Bayern für die Produktion von Hochspannungsporzellanen tätig.
1947 kam er zusammen mit Wernher von Braun im Rahmen der Operation Paperclip, bei der die USA deutsche Ingenieure und Wissenschaftler für den Know-how-Transfer gewannen, in die USA. Er kam zu den U.S. Army Signal Corps' Laboratories in Fort Monmouth, New Jersey. 1954 wurde er eingebürgert.
Zieglers Arbeit in den USA hatte großen Einfluss auf die Entwicklung der Militärelektronik, und insbesondere auch auf die Elektronik in den frühen Phasen des U.S.-Weltraumprogramms. Von den dreißig Jahren, die er als Ingenieur im Bereich Elektronik und Elektrotechnik bei der Forschungs- und Entwicklungsabteilung des U.S.-Heeres in Fort Monmouth arbeitete, war er zwölf Jahre in der höchsten Position als Chefentwickler.
In Fort Monmouth arbeitete er als scientific consultant, assistant director of research, director der Astro-Electronics Division, chief scientist (1959).
Nach einer Umstrukturierung der Armee wurde er 1963 Deputy for Science and Chief Scientist of the US Army Electronics Command und von 1971 bis zu seinem Ruhestand Director of the US Army Electronics Technology & Devices Laboratory.
Im Mai 1954, nach einer Begutachtung der Solarzellen von Daryl Chapin, Calvin Souther Fuller und Gerald Pearson in den Bell Laboratories, äußerte sich Ziegler in einer Mitteilung sinngemäß so: „Bei der zukünftigen Entwicklung der Silizium-Solarzelle ist es gut möglich, daß diese sich als eine wichtige Quelle für elektrische Energie erweisen wird, da die Belegung aller Dächer der Städte und Gemeinden ausreichen würde, um den gesamten Bedarf an elektrischer Energie für das Land zu decken.“ (“Future development [of the silicon solar cell] may well render it into an important source of electrical power [as] the roofs of all our buildings in cities and towns equipped with solar [cells] would be sufficient to produce this country's entire demand for electrical power.”)
Bezogen auf Silizium-Solarzellen sagte er gegenüber dem Chef der U. S. Signal Corps, General James O’Connell, im September 1955 in einer Besprechung: „Auf lange Sicht hat die Menschheit keine andere Wahl, als sich der Sonne zuzuwenden, wenn sie überleben will.“ (“In fact, in the long run, mankind has no choice but to turn to the sun if it wants to survive.”)
Für die Signal Corps sollte er mit seinem Team die Aussichten für die Anwendung dieser Technik im Bereich der Kommunikation erstellen und nannte als wichtigste Anwendung die Energieversorgung eines künstlichen Satelliten. Er wusste, dass er dabei nicht der erste war, der eine solche Anwendung vorschlug, z. B. hat der Science-Fiction Schriftsteller Arthur C. Clarke 1945 schon diesen Vorschlag gemacht, ohne dass jedoch damals eine konkrete Technik dafür vorlag.
Ziegler war beteiligt an der Entwicklung der ersten geplanten Satelliten. Der erste Satellit, Explorer I, flog noch ohne Solarzellen ins All, nicht zuletzt, weil er eine schnelle Notlösung war, um nach dem Start des Sputnik der amerikanischen Öffentlichkeit zu zeigen, dass auch Amerikas Wissenschaftler in der Lage waren, einen Satelliten zu starten. Das eigentlich vorgesehene Satellitenprojekt, das Projekt Vanguard, kam mit dem am 17. März 1958 in einen Erdorbit eingeschossenen Satelliten namens Vanguard I zu einem Erfolg.
Dieser Satellit hatte entgegen den Vorstellungen der Navy, die die Solarzellen noch für eine zu unausgereifte Technik hielten, aufgrund des beharrlichen Wirkens von Hans Ziegler vier Solarzellen in der Außenhaut, die die Instrumente versorgen konnten und ihren Dienst zuverlässig über mehr als sieben Jahre verrichteten. Nach diesem Erfolg waren Solarzellen als Energielieferant für Satelliten etabliert. Auch bei der Entwicklung des weltweit ersten Kommunikationssatelliten SCORE, der 1958 gestartet wurde, war er involviert.
Bei der Verleihung einer Anerkennung des US-Verteidigungsministeriums (Meritorious Civilian Service Award) 1963 wurde er als Wegbereiter für Kommunikationssatelliten und für Solarenegiesysteme zum Betrieb von Satelliten (world pioneer in communications satellites and solar energy systems to power satellites) ausgezeichnet (s. Geschichte der Photovoltaik). Als er 1977 in den Ruhestand ging, wurde er mit der höchsten Auszeichnung der Armee für Außergewöhnliche Leistungen im zivilen Sektor (exceptional civilian service) dekoriert.
Hans Ziegler war Autor vieler technischer Veröffentlichungen, Mitglied im IEEE, und vertrat die USA militärisch und zivil in vielen nationalen und internationalen Gremien und Ausschüssen. 1958 war er Mitglied der US-Delegation für das Internationale Geophysikalische Jahr in Moskau, 1964 begutachtete er die wissenschaftlichen Aktivitäten in der Antarktis und am Südpol unter der Führung der U.S. National Science Foundation.
Hans Zieglers Frau Friederike starb 1996. Er lebte zuletzt in Colts Neck in New Jersey, USA und starb im Alter von 88 Jahren am 11. Dezember 1999. Er hinterließ seine Töchter Christine Griffith und Friederike Meindl und seinen Sohn Hans.